# Biertan, Sibiu
Biertan, în graiul local Ghiertan, (în dialectul săsesc Birthälm, Bierthalmen, Bierthalm, în germană Birthälm, Birthalmen, în maghiară Berethalom) este satul de reședință al comunei cu același nume din județul Sibiu, Transilvania, România.

## Istoric
Biertanul face parte dintre primele așezări germane de sași din Ardeal fiind cuprins în cele „Două Scaune” (mai precis Scaunul Mediașului și Scaunul Șeica; parte a celor Șapte Scaune sau Septem Sedes în limba latină) în Diploma Andreeană (Andreaneum) din 1224. Localitatea Biertan este atestată documentar în 1283, într-un document alături de Mediaș și Moșna, toate trei localitățile aflate într-o competiție acerbă pentru obținerea centrului administrativ al celor „Două Scaune”. Astfel, fiecare din cele trei localități încerca să-și mărească renumele printr-o construcție sacră mai impunătoare și ornamentală.
În 1397 Biertanul este atestat ca cetate. Ca orice așezare săsească, avea organizare urbanistică, remarcându-se stilul francon al șirurilor de case dispuse în jurul unei piețe centrale, deasupra căreia se înalță impunătoarea biserică-cetate. Impresionantul monument de cult îmbină armonios stilul gotic cu cel al Renașterii, apărat fiind de trei ziduri de incintă cu turnuri și bastioane medievale. Prima incintă a cetății este atribuită secolului al XII-lea, când probabil a fost ridicată și prima biserică (Sf. Maria). Biserica actuală a fost ridicată în 1486-1524, în stil gotic-târziu.
Timp de 300 de ani, între 1572 și 1867, Biertanul a fost sediul episcopatului săsesc, aceasta favorizând construirea uneia dintre cele mai puternice cetăți țărănești din Transilvania, în jurul bisericii fortificate. În 1572, preotul Lucas Unglerus (din Biertan) este ales intendent suprem al comunității evanghelice din Transilvania, localitatea câștigând în importanță spiritual - religioasă ceea ce pierduse în plan administrativ în defavoarea Mediașului. În 1704, cetatea, deși foarte puternică, a fost luată prin surprindere de curuți, și devastată de aceștia; în timpul ocupației curuților, aceștia au furat vasele prețioase de cult, documente inestimabile și au violat criptele episcopilor în căutare de tezaure.
În anul 1733, când episcopul român unit cu Roma Inocențiu Micu-Klein a organizat o conscripțiune în Ardeal, în localitatea Bertán erau recenzate 35 de familii românești. Cu alte cuvinte, în Biertanul anului 1733 trăiau circa 165 de români. Aceștia, însă, nu aveau nici preot și nici biserică.
Protopopul Ștefan Moldovan a menționat în anul 1852 faptul că în perioada 1833-1844 biserica românească a fost folosită alternativ de ortodocși și de greco-catolici. În anul 1844 „neuniții [ortodocșii] au lăpădat pe uniți [greco-catolici] din biserica comună, și așia [sic] uniții au fost fără de oratoriu până în an[ul] 1850 (...) și acum se gătesc a redica biserica demnă de acest nume.”
Odată cu prăbușirea comunismului, crește numărul sașilor care părăsesc Biertanul cu destinația Germania. Dacă în anul 1977 locuiau în Biertan 1613 sași, în anul 1992 Biertanul număra doar 280 de locuitori sași.

## Etimologie
Numele așezării provine din  limba maghiară, Berethalom însemnând "Dealul lui Bert", preluat în dialectul săsesc sub forma Bierthalmen, Bierthalm. Inocențiu Micu-Klein a evidențiat localitatea în anul 1733 sub numele de Bertán, iar Ștefan Moldovan în anul 1852 sub numele de Berthan.

## Descoperiri arheologice
În 1775, în apropierea Biertanului, în pădurea Chimdru a fost descoperit Donariul de la Biertan, obiect ritual des invocat pentru a argumenta prezența unei populații creștine vorbitoare de limba latină în regiunea Daciei în secolul al IV-lea.

## Arhitectura
- Vezi și Biserica fortificată din Biertan

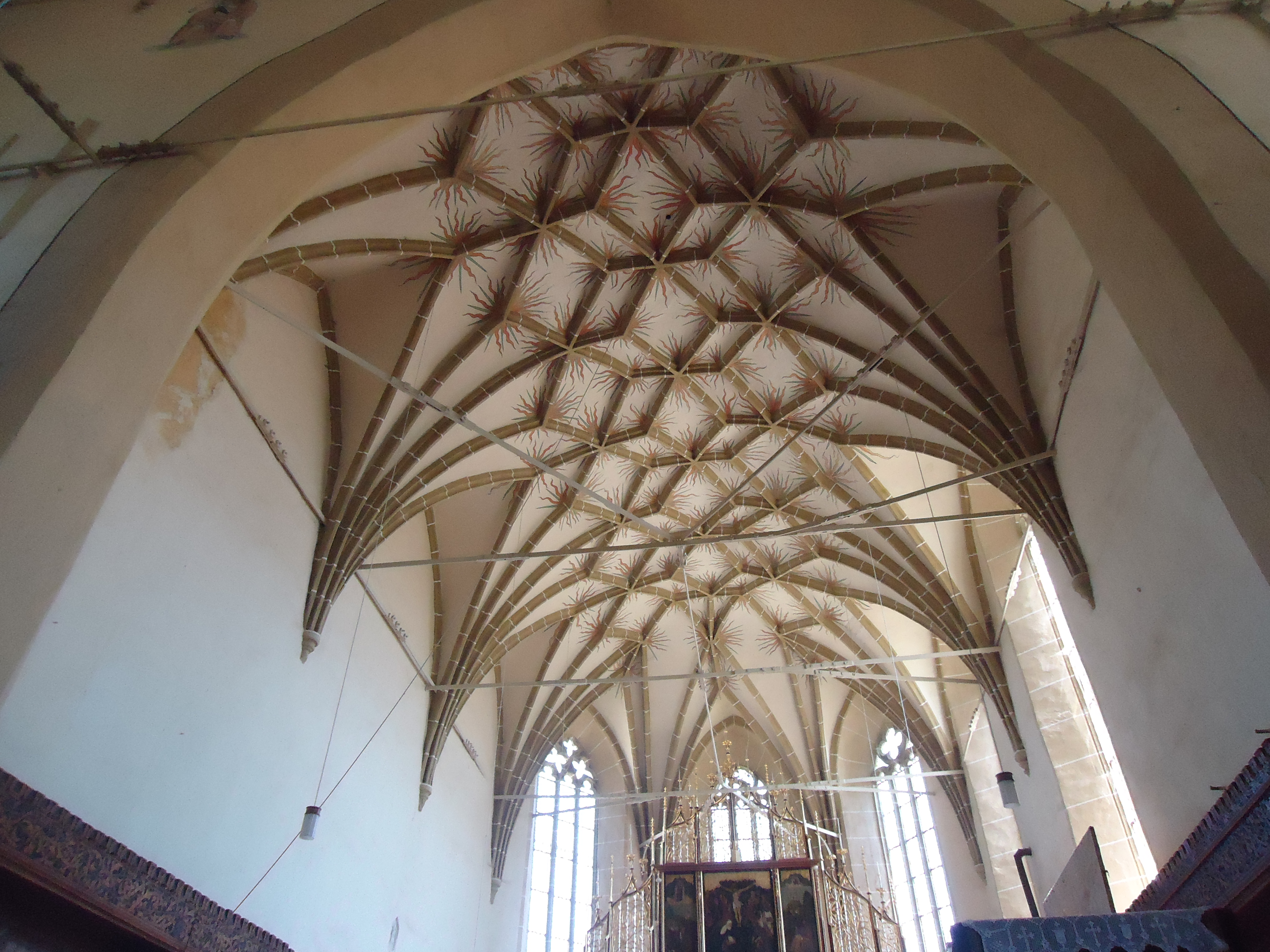
Interiorul bisericii din Biertan

Complexul arhitectural medieval este alcătuit din biserica și centura de fortificații, fiind amplasat în centrul așezării, pe un deal. Biserica de tip hală, ocupa partea centrală a complexului, fiind construită între anii 1490 și 1520 în stilul gotic târziu, fiind ultima din Transilvania înălțată în acest stil. Construcție monumentală, de mari dimensiuni, are trei hale de înălțimi egale. Intrarea se face prin trei porți: de vest, de nord și de sud. Meșterii din Viena și Nürnberg sunt părinții spirituali ai celor care au realizat între 1483 și 1513 valorosul altar poliptic al bisericii, cel mai mare din țară, cu cele 28 de panouri pictate ale sale. Amvonul, sculptat în piatra, din 1500, deși opera meșterului Ulrich din Brașov, trădează puternica influență sud-germană.
Iar stranele din cor sunt caracterizate de George Oprescu astfel: „Mobilierul este de speță rară și foarte valoros. Stalurile, adică stranele din cor, de la începutul secolului al XIV-lea, sunt decorate cu benzi de ornamente gotice... Este decorația ce o întâlnim pe mobilele de acest fel din Germania și Elveția, cu nimic inferioare acestora, așa încât putem zice că la Biertan se găsesc strane, lucrate la noi, de tâmplari ardeleni, care ar putea figura în orice mare muzeu de artă aplicată”.
De faimă internațională se bucură ușa sacristiei, cu un sistem foarte complicat de 19 încuietori, realizată de meșterii locali în anul 1515 și care a stârnit un interes deosebit, fiind premiată la Expoziția Mondială din 1900 de la Paris și care constituie un exemplu reprezentativ de manufactură săsească medievală, datorită excepționalelor intarsii și a sistemului original de închidere, care funcționează și astăzi. Fortificațiile din jur sunt considerate drept cele mai puternice din Transilvania, de la o cetate țărănească. Are trei rânduri de ziduri, 6 turnuri și 3 bastioane construite în etape diferite începând cu secolul al XIV-lea. La partea superioară are un coridor de apărare, ceasul și clopotele. Turnul „mausoleu” este amplasat la nord-est și are la parter un mausoleu care adăpostește, din 1913, mormintele prelaților acestei biserici.
Lespezile au fost realizate de Nikolaus Elias din Sibiu. Turnul catolicilor, situat pe latura sudică, a a adăpostit capela rezervată catolicilor netrecuți la reformă.
Pe vremuri, în bastionul estic se afla „carcera”, unde erau închiși, timp de două săptămâni, cuplurile (soț și soție) care se certau și intenționau să divorțeze. În camera de mici dimensiuni, având o masă mică și un singur pat, comunitatea sașilor le punea la dispoziție o singură farfurie, un singur tacâm și o singură cană pentru apă. Se spune că, în acele circumstanțe, doar o singură pereche a rămas neclintită în hotărârea inițială de a divorța, toate celelalte cupluri ieșind de acolo împăcate, fără a se mai apela la justiție. În partea de sud-vest se afla Turnul Slăninilor. În secolul al XVI-lea s-a construit cea de-a treia centură de ziduri pe laturile de est, vest și sud ale cetății. Turnul Închisorii era situat în partea de nord-vest, dar în 1840 a fost demolat pentru a se construi o școală. Pe centura a treia au fost ridicate Turnul de Poartă, pe latura sudică, Turnul Țesătorilor în partea de vest. Accesul în interior spre biserică se face printr-o scară acoperită, lungă de 100 m, care pornește din piața centrală a satului, de lângă turnul paznicului.
La capătul de sus al scării, lângă biserică se poate vedea un bolovan mare, pe care, duminica erau așezați cei care făceau rele în cursul săptămânii, spre a fi văzuți de întreaga comunitate. Era un mijloc eficient de a-i educa și integra în colectivitatea așezării. Astăzi, această veche așezare săsească este cunoscută în lume datorită bisericii-cetate, inclusă în 1993 pe lista monumentelor patrimoniului mondial a UNESCO. Biserica-cetate de aici, cu hramul Sfânta Maria, a fost restaurată prin donații făcute de originari din Biertan răspândiți în Europa, Statele Unite ale Americii și Australia. Șeful proiectului de restaurare, arhitectul Hermann Armeniu Fabini, a fost distins în 1991 cu medalia „Europa Nostra”.
În anul 1775, în apropierea Biertanului, în pădurea Chimdru a fost descoperit un obiect ritual, cunoscut sub numele de Donariul de la Biertan, des invocat pentru a argumenta prezența unei populații creștine vorbitoare de limbă latină în Transilvania secolului al IV-lea.

## Obiectiv memorial
Monumentul Eroilor Români din Primul Război Mondial. Monumentul este amplasat în strada Avram Iancu nr. 2, în fata școlii generale. Acesta a fost dezvelit în anul 1939, în memoria eroilor români din Primul Război Mondial. Monumentul, înalt de 3,5 m, este compus din beton mozaicat, împrejmuirea fiind realizată cu un gard din beton. Pe monument sunt inscripționate numele a 38 de eroi români și cuvintele: „Ridicat acest semn de cinstire și de recunoștință a trecutului de către românii din comuna Biertan, în anul domnului 1935, Ziua Eroilor, din inițiativa membrilor Societății foștilor luptători din Biertan“.

## În cultură populară
Biserica evanghelică luterană fortificată medievală săsească din Biertan a fost filmată și încadrată parțial (împreună cu Castelul Corvinilor și centrul istoric al Sighișoarei) în videoclipul muzical pentru piesa „Zmeie” de formația rock românească Celelalte Cuvinte, piesă de pe albumul „Stem” lansat în anul 2008.

## Personalități
- Arthur Martin Phleps (noiembrie 1881 - septembrie 1944) a fost general. A fost militar în armata austro-ungară, apoi după 1918 în armata regală română. După începerea războiului împotriva URSS, s-a înscris în Waffen SS, comandând, o perioadă, celebra divizie de vânători de munte „6 Gebirgsdivision der Waffen SS - Prinz Eugen”. A organizat evacuarea sașilor din Transilvania din 5 septembrie 1944.[11]
- Nicolae Popoviciu (1903-1960), episcop ortodox de Oradea între 1936-1950, apoi cu domiciliu obligatoriu impus de autoritățile comuniste
- Sara Römischer (1919 - 2006) a locuit timp îndelungat în Biertan; a trecut la cele veșnice în anul 2006. Deși nu a fost faimoasă în tradiționalul sens al cuvântului, povestea ei este reprezentativă pentru ceea ce au trăit mulți sași și șvabi din Transilvania și Banat, după Al Doilea Război Mondial. Sara a fost deportată în Siberia în 1945, într-o zi însorită de ianuarie. A supraviețuit, și după cinci ani grei s-a întors în satul natal Biertan pentru a-și crește copiii, în continuare cu foarte mari greutăți.  Vizitați Siebenbürgische Zeitung pentru o traducere în limba engleză a poveștii ei cutremurătoare, sau vizitați pagina în limba germană
- Michael Bielz (1787-1866), malacolog austro-ungar
- Ioachim Bârză, (1867 - ?), deputat în Marea Adunare Națională de la Alba Iulia 1918

## Galerie de imagini

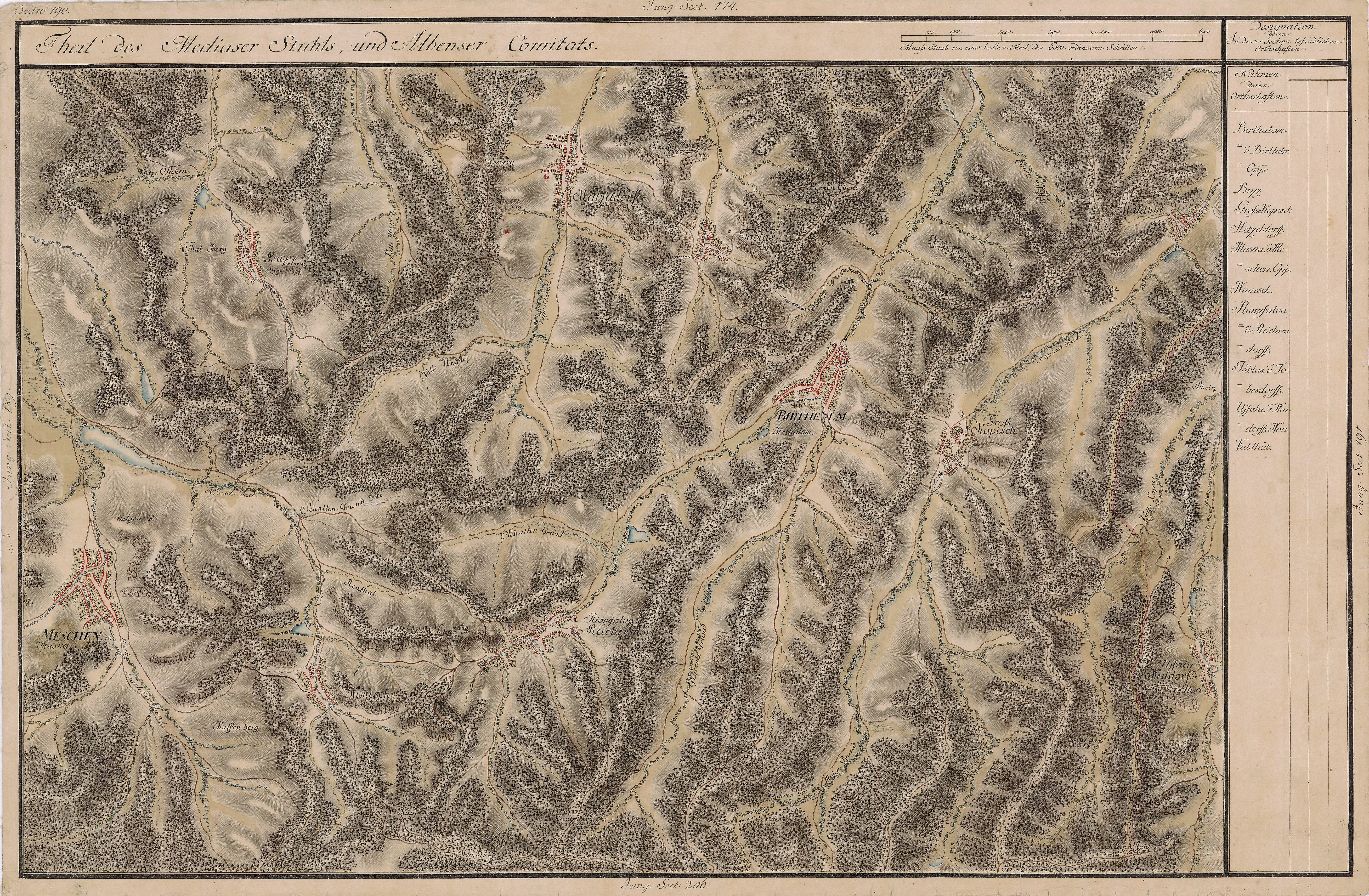
Biertan în Harta Iosefină a Transilvaniei, 1769-1773
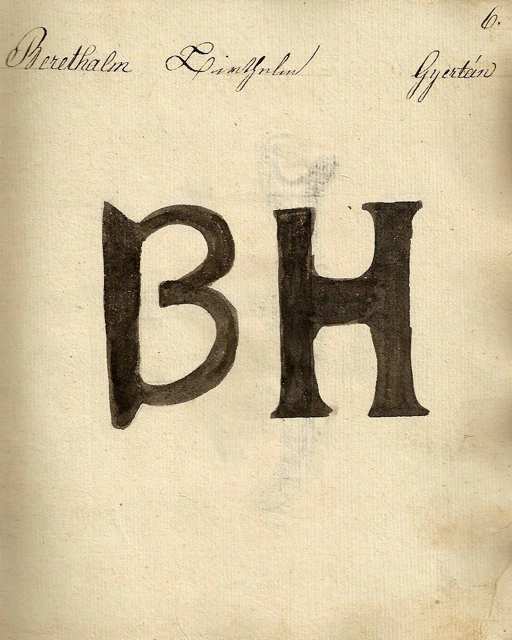
1826 - Danga pentru vitele din Biertan
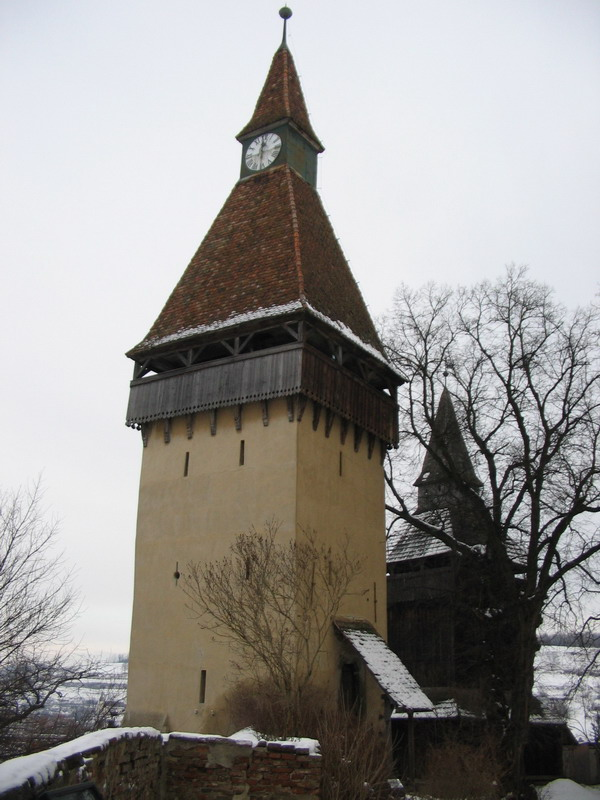
Turn
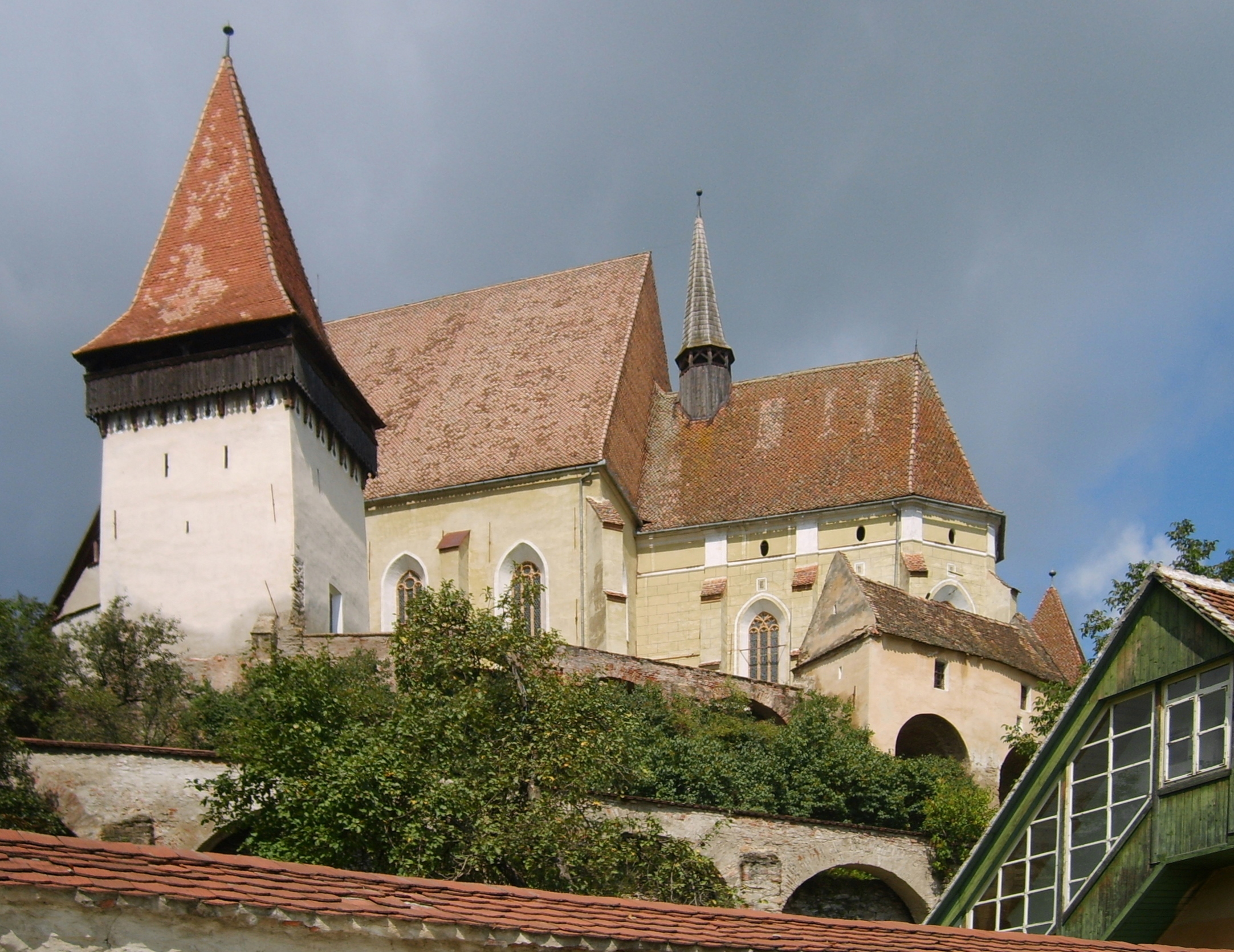
Biserica fortificată - se vede sistemul de 3 ziduri fortificate
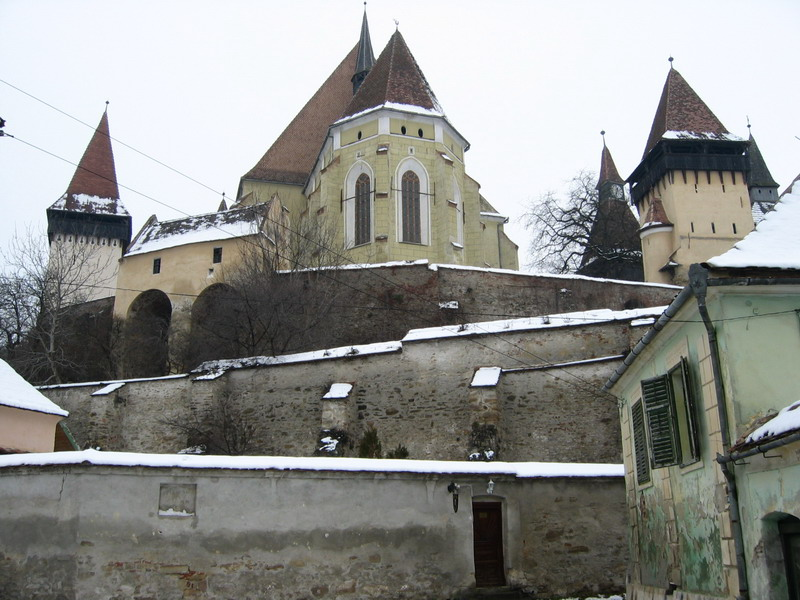
Biserica fortificată - se vede sistemul de 3 ziduri fortificate
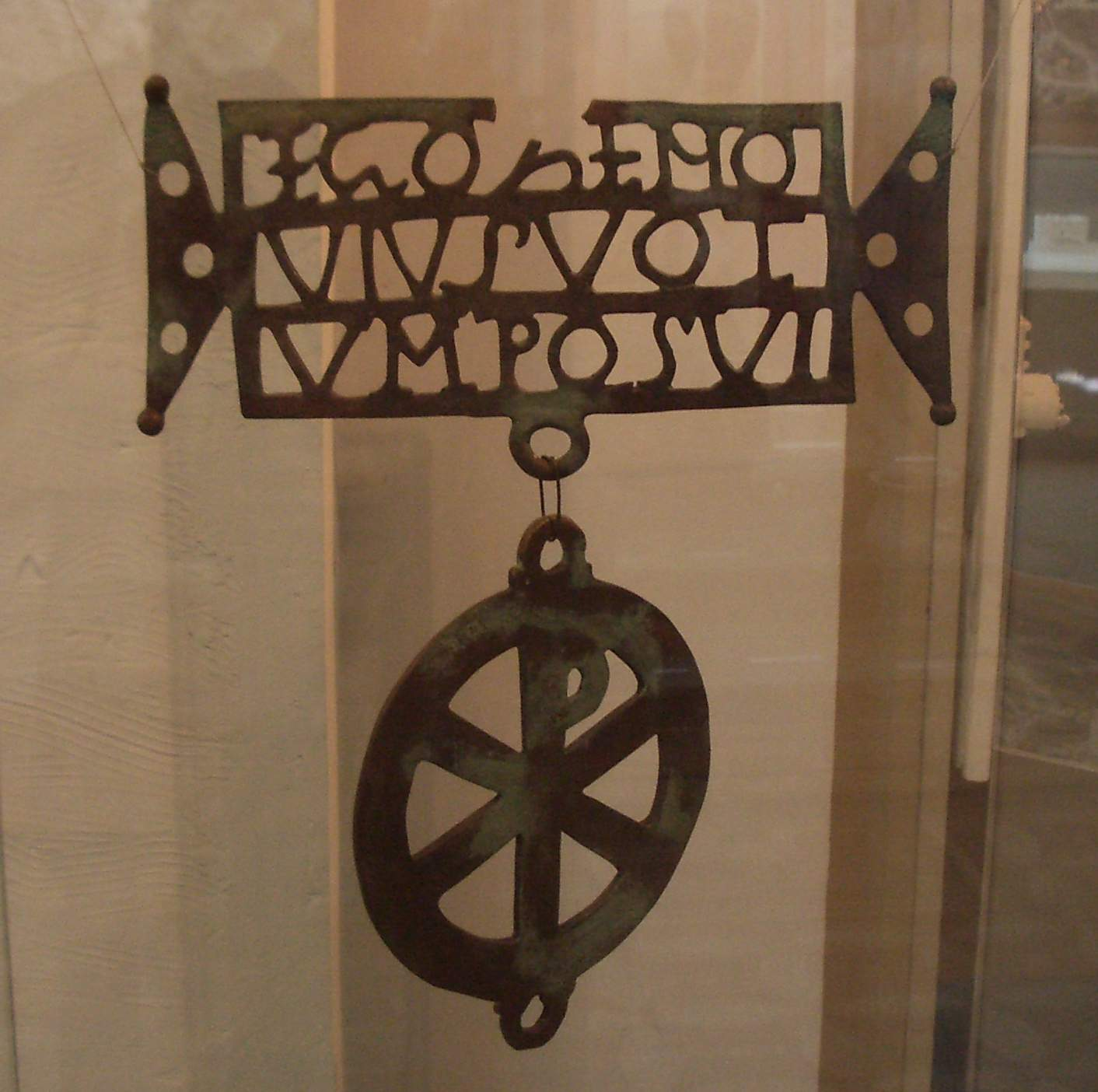
Donariul de la Biertan
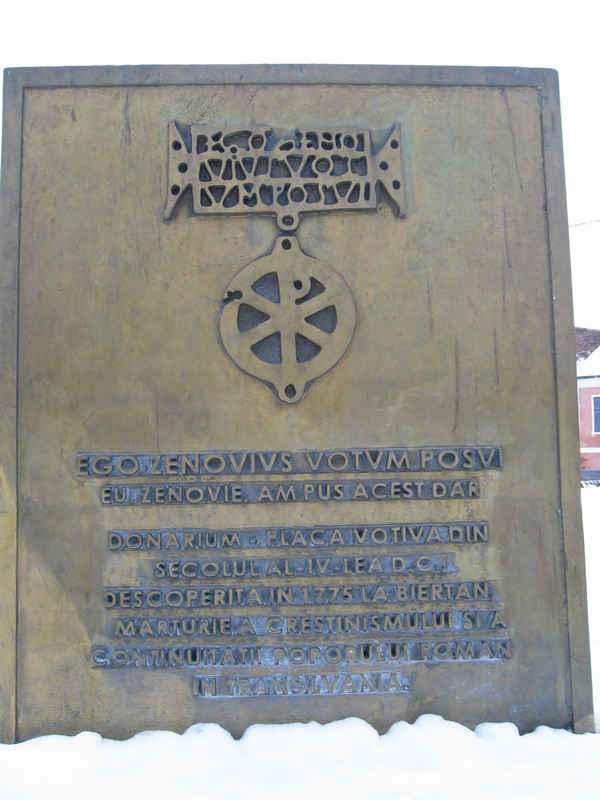
Placă comemorativă a descoperirii donariului
Fosta casă Sara Römischer de pe vechea stradă „Kirchgasse” din Biertan
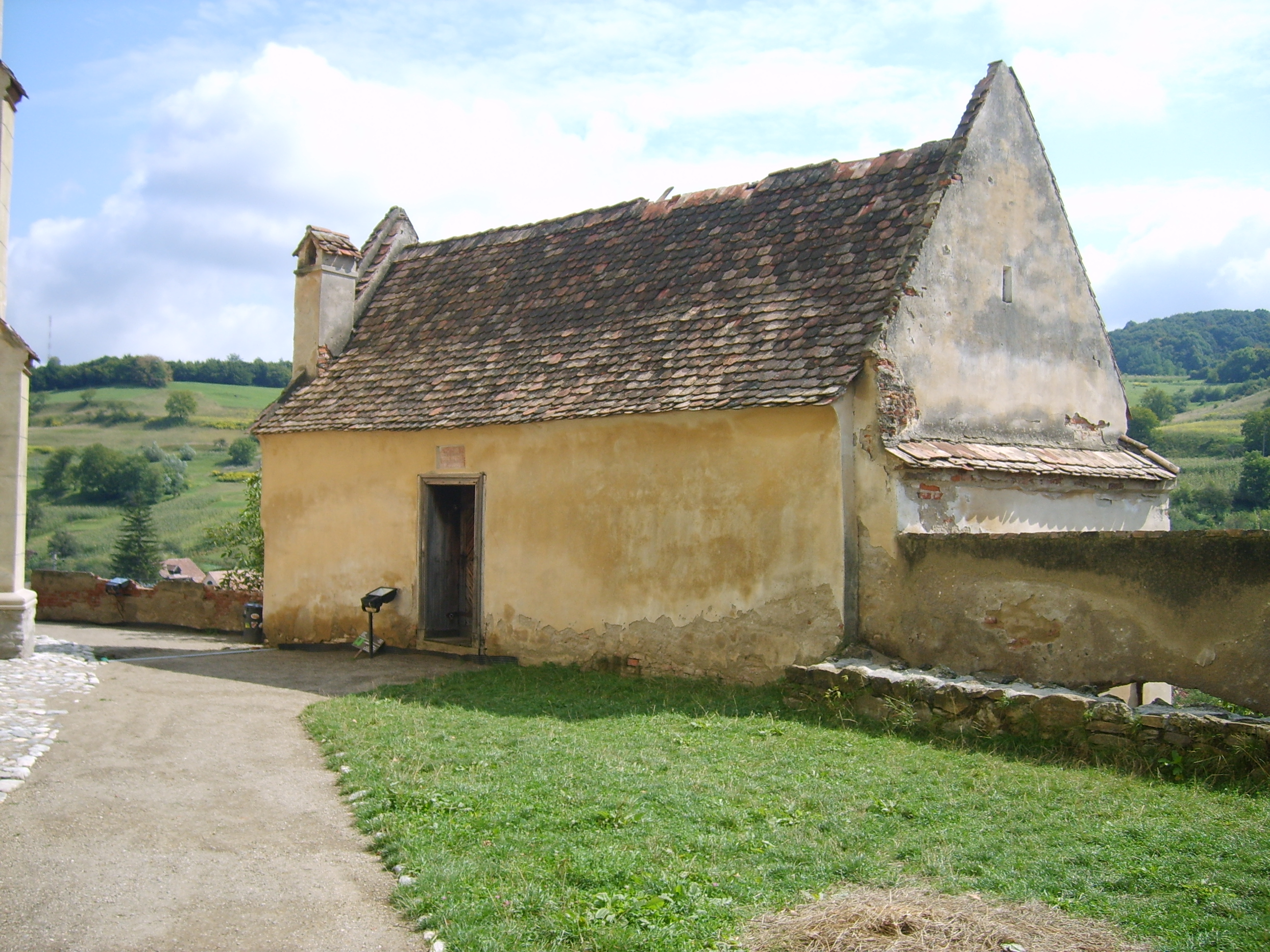
Această clădire mică se află lângă biserică (exista obiceiul ca aici să fie închiși timp de 2 săptămâni cuplurile care aveau intenția să divorțeze)
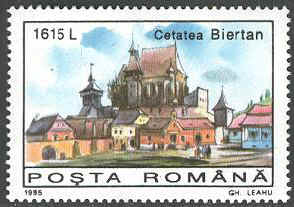
Timbru emis de Poșta Română, în 1995, reprezentând cetatea Biertan
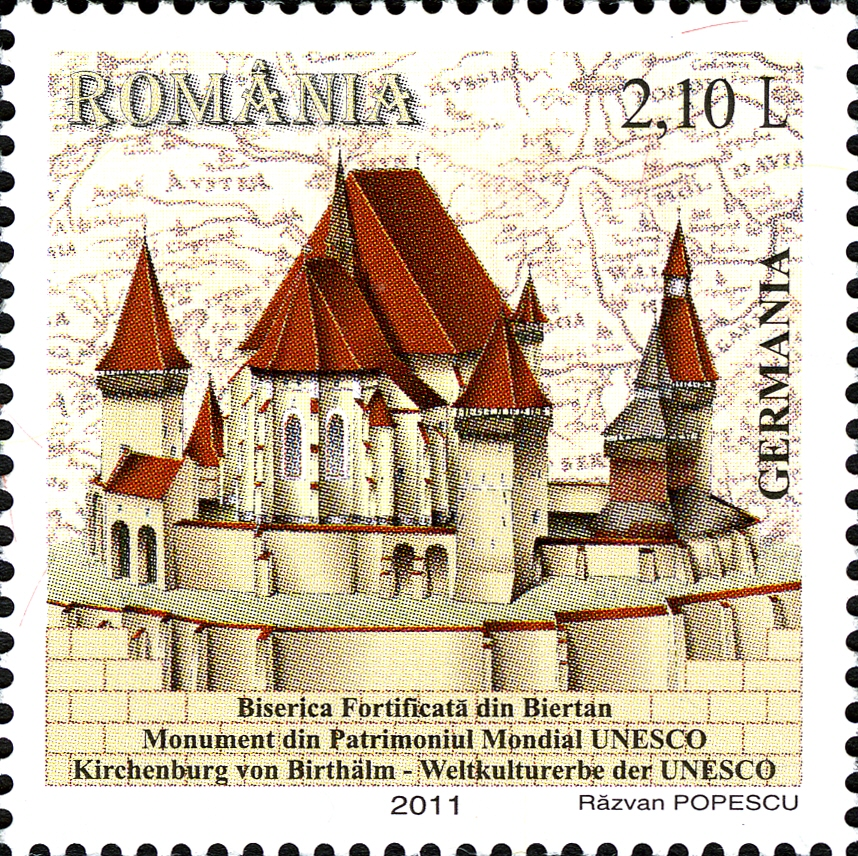
Emisiune poștală româno-germană (2011), reprezentând biserica fortificată Biertan
- Biserica fortificată